# Tuone Udaina
Tuone Udaina (em italiano: Antonio Udina, 27 de setembro de 1821 – 10 de junho de 1898) foi um homem conhecido por ser a última pessoa a ter qualquer conhecimento ativo da língua dálmata, uma língua românica que evoluiu do latim ao longo da costa oriental do Mar Adriático. Ele era a principal fonte de conhecimento do dialeto de seus pais, aquele da ilha de Veglia (em croata, Krk), para o linguista Matteo Bartoli, que o registrou em 1897. Nenhum registro em áudio foi feito. A variante de Veglia do dálmata não era a língua materna de Udaina, já que ele a aprendeu a partir de conversas de seus pais que ele ouviu em segredo. Ele passou cerca de vinte anos sem falar dálmata até ele ser um informante linguístico, isto é, um membro de uma comunidade que serve de referência para os seus estudos linguísticos. Ele trabalhava como um carteiro e coveiro, e assumiu para si o apelido Burbur (que em dálmata significa "barbeiro").
Em 10 de junho de 1898, Udaina foi morto numa explosão enquanto trabalhava. Este dia foi adotado para representar o momento em que a língua dálmata se tornou extinta, visto que não se conhece outros falantes da língua.